# Tuyết mai
Tuyết mai hay thạch hộc, bạch câu, hoàng thảo củ, lan củ khóm (danh pháp hai phần: Dendrobium crumenatum) là một loài phong lan thuộc chi Lan hoàng thảo, họ Orchidaceae, Dendrobium crumenatum có hoa trắng và thơm với bên trong nhụy màu vàng.
Loài này nở hoa khi có sự sụt giảm nhiệt độ đột ngột (ít nhất 5,5 °C hay 10 °F), thông thường do kết quả của mưa, dù hiện tượng này có thể tạo ra bằng can thiệp nhân tạo. Hoa có mùi thơm nhưng chỉ thơm trong hai ngày. Loài lan này có hoa giống con bồ câu đang bay, do đó nó được gọi là Phong lan bồ câu. Loài này phổ biến nhất ở Mã Lai và Singapore, được tìm thấy trong tự nhiên ở các khu rừng nhiệt đới.
Cây phân bố từ Nam Á đến Đông Nam Á. Tại Việt Nam, cây có mặt từ Kon Tum, Khánh Hòa đến Thành phố Hồ Chí Minh.